# Joachim Richard Paulli
Joachim Richard Paulli, född omkring 1690, död den 31 mars 1759, var en dansk ämbetsman och dramatiker, sonson till Simon Paulli.
Paulli blev sekreterare i hovrätten 1717, tullinspektör i Köpenhamn 1729 och justitiesekreterare i räntekammaren 1734. Han författade några medelmåttiga skådespel, bland annat en omarbetning av Holbergs "Den politiske kandestøber" (1724) samt Julestuen og maskeraden (samma år).